# Melanie Wilson
Melanie Wilson (ur. 25 czerwca 1984 w Southampton) – brytyjska wioślarka.

## Osiągnięcia
- Mistrzostwa Świata – Poznań 2009 – ósemka – 5. miejsce[1].